# Pfalzheim
Pfalzheim ist ein zum Ortsteil Rägelin gehörender Wohnplatz der Gemeinde Temnitzquell im Landkreis Ostprignitz-Ruppin in Brandenburg. Der Ort gehört dem Amt Temnitz an und war bis zur Eingemeindung nach Rägelin am 1. Januar 1960 eine eigenständige Gemeinde.

## Lage
Pfalzheim liegt im Ruppiner Land, rund 15 Kilometer Luftlinie nordwestlich von Neuruppin, unmittelbar südlich der Quelle des Flusses Temnitz. Der Ort ist von allen Seiten mit Wald umgeben. Umliegende Dörfer sind Neuglienicke und Gühlen-Glienicke im Nordosten, Steinberge im Osten, Frankendorf im Südosten, Rägelin im Südwesten und Rossow im Westen. Bei Pfalzheim liegt Sielmanns Naturlandschaft Ruppiner Heide.
Von Pfalzheim aus führt eine Gemeindestraße in den Nachbarort Rägelin. Die Landesstraße 18 ist drei Kilometer von Pfalzheim entfernt.

## Geschichte

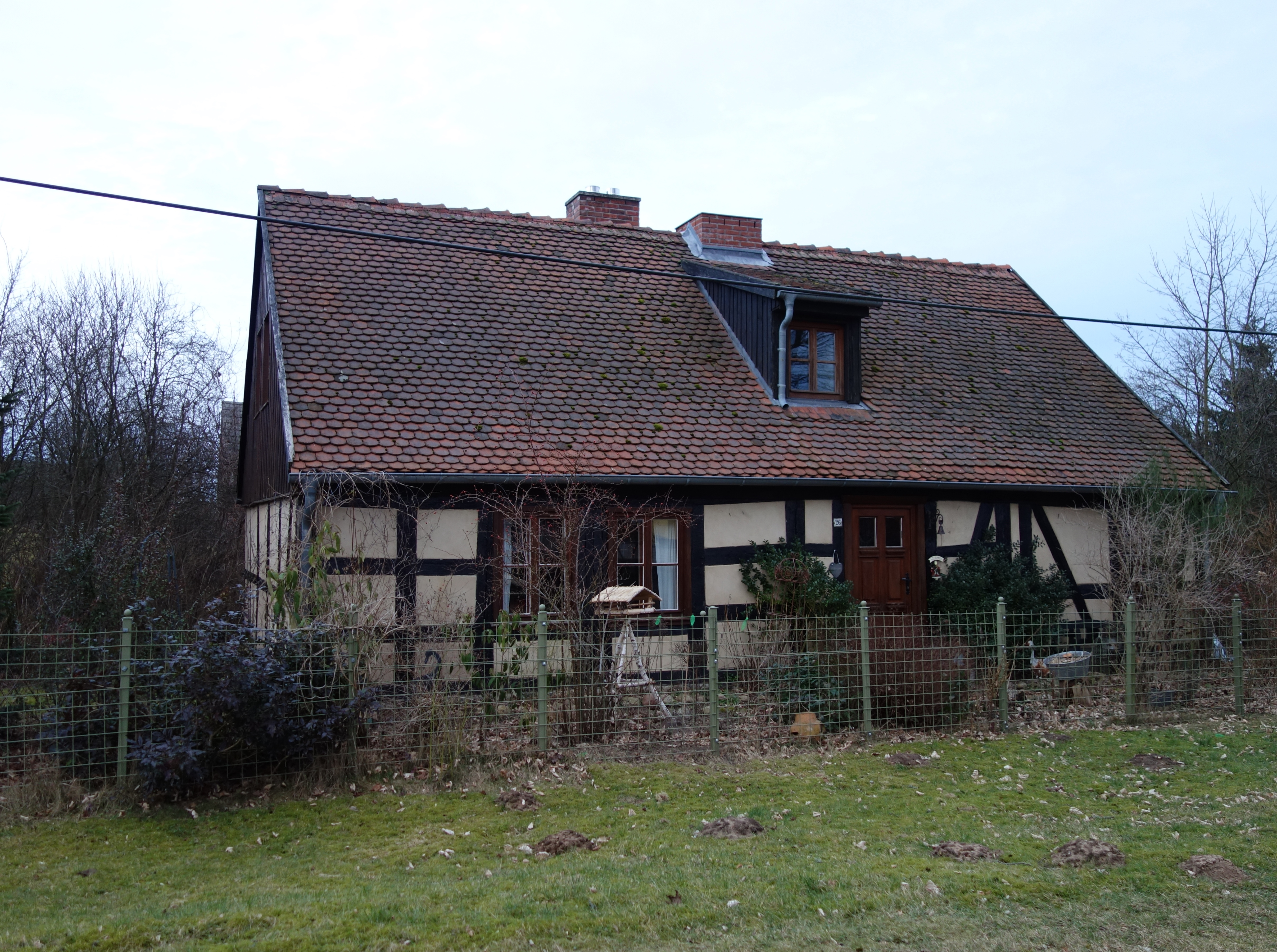
Kolonistenhaus von 1747

Pfalzheim wurde 1747 auf der wüst gefallenen Feldmark des Dorfes Wüsten-Rägelin durch die Ansetzung von Kolonisten aus der Pfalz gegründet, wodurch sich auch der Ortsname erklären lässt. Wüsten-Rägelin wiederum wurde 1238 erstmals urkundlich erwähnt und ist nach 1324 wüst gefallen. Die acht Familien, die in Pfalzheim angesiedelt wurden, erhielten jeweils drei Hufen Land und zehn Morgen Wiese zur Bewirtschaftung. 1798 zählte Pfalzheim 67 Einwohner, davon waren zwölf Männer, 13 Frauen und 33 Kinder sowie neun Dienstboten. Als Teil des Amtes Alt Ruppin gehörte Pfalzheim dem Kreis Ruppin an und war somit bis 1815 Teil der Mark Brandenburg und danach der preußischen Provinz Brandenburg. 1872 wurde das Amt Alt Ruppin aufgelöst. Im Jahr 1912 wurde die Dorfkirche gebaut, vorher gehörte Pfalzheim kirchlich zu Storbeck bzw. zu Rägelin.
Ab 1952 gehörte die Gemeinde Pfalzheim zum Kreis Neuruppin im DDR-Bezirk Potsdam. Am 1. Januar 1960 wurde der Ort nach Rägelin eingemeindet. Nach der Wiedervereinigung lag Pfalzheim noch drei Jahre im Landkreis Neuruppin und kam danach zum Landkreis Ostprignitz-Ruppin. Die Gemeinde Rägelin wurde am 31. Dezember 1997 ein Ortsteil der neu gegründeten Gemeinde Temnitzquell und Pfalzheim wurde zu einem Wohnplatz herabgestuft.

## Einwohnerentwicklung

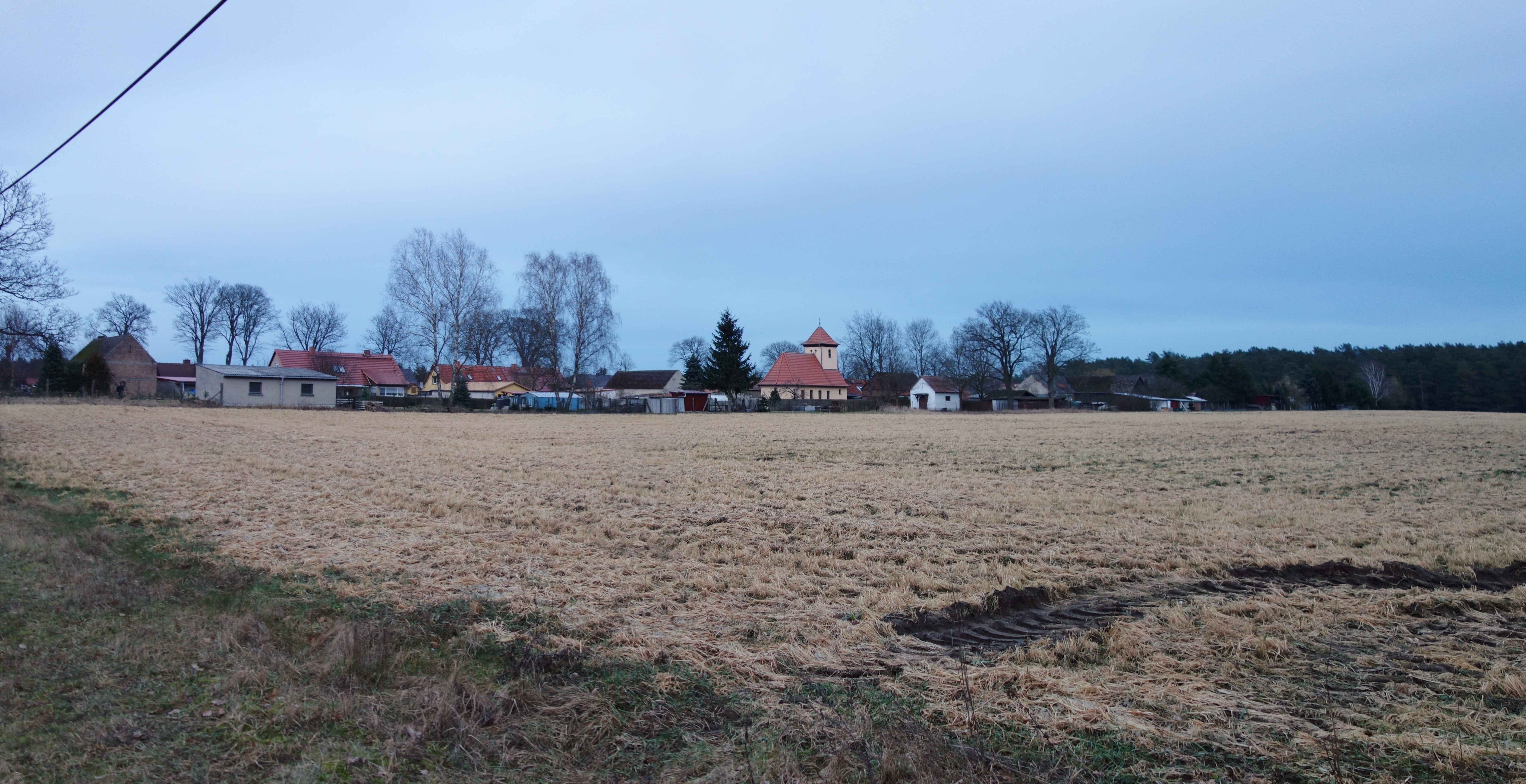
Südwestansicht

| Jahr | Einwohner |
| ---- | --------- |
| 1875 | 131       |
| 1890 | 133       |
| 1910 | 115       |

| Jahr | Einwohner |
| ---- | --------- |
| 1925 | 115       |
| 1933 | 114       |
| 1939 | 107       |

| Jahr | Einwohner |
| ---- | --------- |
| 1946 | 170       |
| 1950 | 129       |

Gebietsstand des jeweiligen Jahres